# 巴納姆艾蘭 (紐約州)
巴納姆艾蘭（英語：Barnum Island）是位於美國紐約州拿騷縣的普查規定居民點。

## 人口
根據2020年美國人口普查的數據，巴納姆艾蘭的面積為3.21平方千米，當中陸地面積為2.24平方千米，而水域面積為0.97平方千米。當地共有人口2590人，而人口密度為每平方千米806.85人。